# 西広瀬パーキングエリア
西広瀬パーキングエリア（にしひろせパーキングエリア）は、愛知県豊田市西広瀬町の猿投グリーンロード上にあるパーキングエリアである。

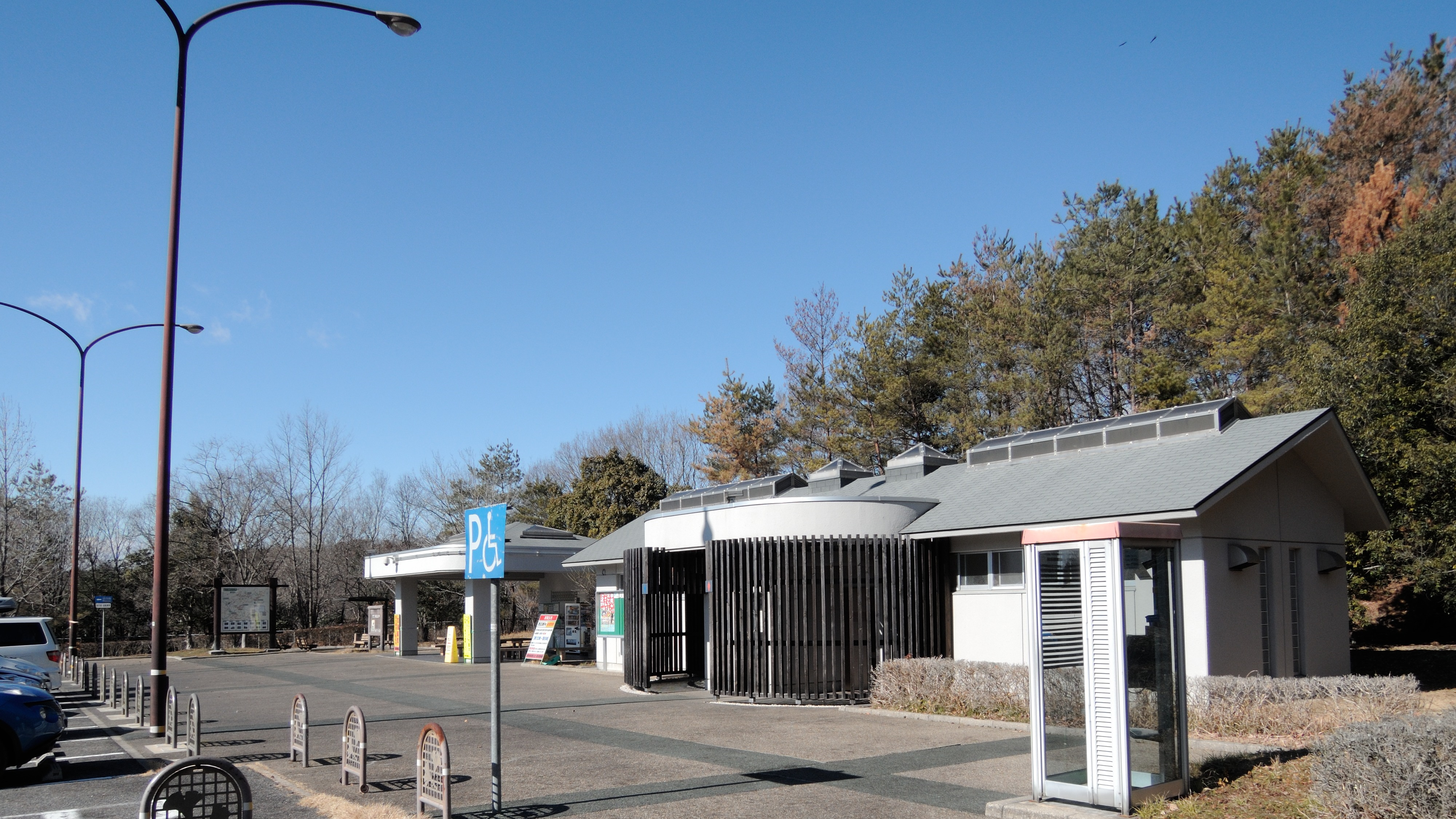
下り施設

## 道路
- 猿投グリーンロード

## 施設

### 上り線（八草方面）
- 駐車場
  - 大型8台
  - 小型16台
- トイレ
  - 男性　大3・小10
  - 女性　9
  - 車椅子用　1
- 自動販売機

### 下り線（力石方面）
- 駐車場
  - 大型8台
  - 小型16台
- トイレ
  - 男性　大3・小10
  - 女性　9
  - 車椅子用　1
- 自動販売機

## 隣のインターチェンジ
猿投グリーンロード
中山IC - 西広瀬PA - 西広瀬TB - 西広瀬IC